# Víctor Hugo Soto
Víctor Hugo Soto (Riofrío, Valle del Cauca, 12 de noviembre de 1989) es un futbolista colombiano. Juega como arquero y actualmente milita en el Boyacá Chicó de la Categoría Primera A (Colombia).

## Trayectoria

### Envigado F. C.
Debutó con la 'cantera de héroes' de la mano del entrenador Kiko Barrios celebrando el título de la  Primera B 2007 compartiendo plantel con jugadores como James Rodríguez, Giovanni Moreno, Jhon Zea, Camilo Ceballos, Jairo Palomino, Jorge Aguirre entre otros.
Poco a poco durante ocho temporadas en el equipo naranja se fue ganado la titular y llegó a disputar en 100 partidos durante su estadía.

### Deportivo Pereira
Llegó al club a mediados del 2014 y estuvo hasta finales del 2015 disputando 65 partidos. Como algo anecdótico con el equipo matecaña perdieron la posibilidad de ascender dos temporadas seguidas (2014) y (2015) recibiendo gol en contra en el último minuto en la última fecha del campeonato.

### Aucas
A finales de enero de 2017 fue contratado por la institución por pedido del 'piripi' Osma, en reemplazo de Sebastián Blázquez y de cara al ascenso. Víctor fue figura y titular indiscutible disputando 43 de los 44 partidos del torneo, tan sólo se perdió un partido ante Liga de Loja por lesión. Al culminar el campeonato lograron ascender luego de quedar segundos en la reclasificación total del año a tan sólo un punto de Club Técnico Universitario que ascendió como campeón.
Ya en primera división (2018) para hacer más competitiva la posición las directivas del club deciden traerle a su compatriota, el veterano Fernando Fernández con quien disputó  la titular.

## Clubes
| Club              | País     | Año             |
| ----------------- | -------- | --------------- |
| Envigado F. C.    | Colombia | 2007 - 2014     |
| Deportivo Pereira | Colombia | 2014 - 2015     |
| Aucas             | Ecuador  | 2017 - 2018     |
| Deportes Tolima   | Colombia | 2019            |
| Atlético Porteño  | Ecuador  | 2020 - 2022     |
| Boyacá Chicó      | Colombia | 2023 - Presente |

## Estadísticas
| Club                         | Div.          | Temporada     | Liga  | Liga  | Copa Nacional | Copa Nacional | Copa Internacional | Copa Internacional | Total | Total |
| Club                         | Div.          | Temporada     | Part. | Goles | Part.         | Goles         | Part.              | Goles              | Part. | Goles |
| ---------------------------- | ------------- | ------------- | ----- | ----- | ------------- | ------------- | ------------------ | ------------------ | ----- | ----- |
| Envigado F. C. · Colombia    |               |               |       |       |               |               |                    |                    |       |       |
| 2.ª                          | 2007          | 1             | 0     | —     | —             | —             | —                  | 1                  | 0     |       |
| 1.ª                          | 2008          | 3             | 0     | 3     | 0             | —             | —                  | 6                  | 0     |       |
| 1.ª                          | 2009          | 6             | 0     | 5     | 0             | —             | —                  | 11                 | 0     |       |
| 1.ª                          | 2010          | 8             | 0     | 5     | 0             | —             | —                  | 13                 | 0     |       |
| 1.ª                          | 2011          | 9             | 0     | 5     | 0             | —             | —                  | 14                 | 0     |       |
| 1.ª                          | 2012          | 11            | 0     | 5     | 0             | 2             | 0                  | 18                 | 0     |       |
| 1.ª                          | 2013          | 18            | 0     | 2     | 0             | —             | —                  | 20                 | 0     |       |
| 1.ª                          | 2014          | 17            | 0     | 0     | 0             | —             | —                  | 17                 | 0     |       |
| Total club                   | Total club    | 73            | 0     | 25    | 0             | 2             | 0                  | 100                | 0     |       |
| Deportivo Pereira · Colombia |               |               |       |       |               |               |                    |                    |       |       |
| 2.ª                          | 2014          | 24            | 0     | 1     | 0             | —             | —                  | 25                 | 0     |       |
| 2.ª                          | 2015          | 36            | 0     | 3     | 0             | —             | —                  | 39                 | 0     |       |
| Total club                   | Total club    | 60            | 0     | 4     | 0             | 0             | 0                  | 64                 | 0     |       |
| Aucas · Ecuador              |               |               |       |       |               |               |                    |                    |       |       |
| 2.ª                          | 2017          | 43            | 0     | —     | —             | —             | —                  | 43                 | 0     |       |
| 1.ª                          | 2018          | 6             | 0     | 1     | 0             | —             | —                  | 7                  | 0     |       |
| Total club                   | Total club    | 49            | 0     | 1     | 0             | 0             | 0                  | 50                 | 0     |       |
| Total carrera                | Total carrera | Total carrera | 182   | 0     | 30            | 0             | 2                  | 0                  | 214   | 0     |

## Palmarés
- Campeón: Primera B 2007 con Envigado F. C.
- Ascenso (subcampeón): Serie B 2017 con Aucas.